# Gérard Fernandez
Pour les articles homonymes, voir Fernández.
La sœur Gérard Fernandez (née en 1938) est une religieuse catholique surtout connue pour son travail en tant que conseillère pour les personnes condamnées à mort à Singapour. Elle est la première femme singapourienne à figurer sur la liste des 100 femmes les plus influentes de la planète établie par la BBC de 2019.
En plus de 40 ans elle travaille avec 18 personnes condamnées à mort, dont les plus notoires sont Catherine Tan Mui Choo et Hoe Kah Hong, les femmes complices d'Adrian Lim pour  le meurtre de deux enfants. Son engouement pour ce type de travail commence un matin au cours d'exercices d'énonciation lorsque son père lui fait réciter un verset «Et je vous engage à chanter à la prison de Sing Sing, où vous serez pendu, tiré et coupé en quartiers.» . Elle rejoint les Sœurs du Bon Pasteur, un ordre de religieuses catholiques à 18 ans, et commence son travail avec son premier détenu condamné à mort à 36 ans.